# Messor hispanicus
Messor hispanicus är en myrart som beskrevs av Santschi 1919. Messor hispanicus ingår i släktet Messor och familjen myror. Inga underarter finns listade i Catalogue of Life.